# موفق فتح الله
موفق فتح الله  من مواليد ريف دمشق  يشغل منصب أداري عام  كافة المنتخبات الوطنية السورية منذ عام1998 ويتمتع بشعبية كبيرة بين لاعبي وفنيي المنتخبات السورية.